# Горации и Куриации (пьеса)
«Горации и Куриации» (нем. Die Horatier und die Kuriatier) — экспериментальная пьеса немецкого поэта и драматурга Бертольта Брехта.

## Пьеса
За основу Брехт взял работу древнеримского историка Тита Ливия, который рассказывал о войне между городами Римом и Альба-Лонгой. Оба города выставили по три воина — трёх Горациев и трёх Куриациев. Двое Горациев погибли, третий выжил, и убил всех троих Куриациев, а по возвращении домой свою родную сестру, которая скорбела по жениху Куриацию.

## Постановка
Пьеса была написана в 1934 году в сотрудничестве с Маргарет Штефин и опубликована в 1938 году. Брехт изначально планировал совместную работу с композитором Хансом Эйслером, но оба прекратили сотрудничество в середине проекта. В двух письмах (от 29 августа 1935 года и вскоре после этого) к Эйслеру задокументировано разочарование Брехта по поводу попытки дальнего сотрудничества. В итоге пьеса была первоначально опубликована без музыкального сопровождения. В 1954 году Брехт пригласил композитора Курта Шваена сделать музыку для пьесы.
Театральная премьера состоялась только через два года после смерти автора, в 1958 году, в Галле в театре «Молодая гвардия» Музыковедческим институтом при университете имени Мартина Лютера.
На русском языке существует перевод Бориса Слуцкого (прозаические фрагменты в переводе П. Печалиной). "Этой пьесой завершался цикл «учебных», или «поучительных», пьес, к которым кроме «Горациев и Куриациев» относились «Баденская поучительная
пьеса о согласии», «Говорящий „да!“ и Говорящий „нет!“, „Мероприятие“,
„Исключение и правило“ и (с некоторыми оговорками) также и „Мать“. (…) Профессор Ганс Майер следующим образом определяет идею „поучительной пьесы“ Брехта: „Умение мыслить важнее материального превосходства. Временные
победы не должны располагать к преждевременному ликованию, все дело в окончательной победе. И поражения могут быть обращены в победы“».